# Marco González
Marco Antonio González Heredia (* 26. Mai 1986 in Punta Arenas) ist ein ehemaliger chilenischer Fußballspieler.

## Karriere
Im Jahr 2002 trat Marco González den Nachwuchsmannschaften von Universidad Católica bei und rückte 2006 in die erste Mannschaft auf. Im Februar 2006 gab er sein Debüt gegen Coquimbo Unido, konnte sich aber nie im Angriff bei den Cruzados durchsetzen. In der Saison 2007 wurde er an Unión San Felipe verliehen. 2008 gehörte er leihweise dem Kader von Deportes Ovalle in der drittklassigen Liga an und war mit 15 Toren einer der besten Torschützen der Spielklasse. Bei Coquimbo Unido stand er 2008 ebenfalls leihweise unter Vertrag. 2009 spielte er seine letzte Saison für Universidad Católica und trat nach dieser aufgrund mangelnder Spielzeit zurück.